# Raimo Ylipulli
Raimo Esko Tapio Ylipulli, né le 13 juin 1970 à Rovaniemi, est un sauteur à ski finlandais.

## Biographie
Il est le frère de Jukka Ylipulli, coureur du combiné nordique et de Tuomo Ylipulli, aussi sauteur à ski.
Il fait ses débuts dans la Coupe du monde en 1986 à Vikersund (14e), mais ne participe à sa prochaine étape qu'en 1990 à Lahti. En 1991, peu après trois cinquièmes places et une quatrième place, il monte finalement sur son premier et seul podium individuel à ce niveau en terminant troisième à Strbske Pleso. Lors des saisons suivantes, il n'égale pas ces performances et s'illustre seulement avec l'équipe, avec deux podiums collectifs.
Il prend part aux Championnats du monde 1991 à Val di Fiemme, où il remporte la médaille d'argent à la compétition par équipes avec Ari-Pekka Nikkola, Vesa Hakala et Risto Laakonen et aux Jeux olympiques d'hiver de 1994 à Lillehammer, terminant notamment 18e sur le grand tremplin individuel. Ceci est sa dernière compétition majeure.

## Palmarès

### Jeux olympiques
| Épreuve / Édition | Lillehammer 1994 |
| Grand tremplin    | 18e              |
| Par équipes       | 5e               |

### Championnats du monde
| Épreuve / Édition | Val di Fiemme 1991 |
| Petit tremplin    | 21e                |
| Grand tremplin    | 20e                |
| Par équipes       | Argent             |

### Coupe du monde
- Meilleur classement général : 14e en 1992.
- 1 podium individuel : 1 troisième place.
- 2 podiums par équipes : 1 deuxième et 1 troisième place.